# Kollega Krisztián
Kollega Krisztián (Pécs, 1985. október 5. –) magyar labdarúgó-középpályás.

## Pályafutása
2003-ban kezdte pályafutását a Kaposvár utánpótlás csapatában, és 2006-ban mutatkozott be a felnőttek között a NB I-ben. Kaposváron töltött ideje alatt kölcsönben szerepelt a Pécsi MFC-nél és a Kaposvölgye VSC-nél is. 2007-ben az NB II-ben játszott a Barcsi SC csapatában, majd 2010-ben a Budaörsben folytatta pályafutását. 2012-ben külföldre igazolt a Canadian Soccer League-ben szereplő Mississauga Eagles FC-hez.
A következő szezonban visszatért Magyarországra, és a Szigetszentmiklós csapatához szerződött, majd 2016 januárjában fél plusz egyéves szerződést kötött az Ajkával. 2016 nyarán visszatért Kaposvárra. 2019-ben az Érdi VSE-hez igazolt.

## Fordítás
- Ez a szócikk részben vagy egészben  a   Krisztián Kollega című angol Wikipédia-szócikk ezen változatának fordításán alapul.  Az eredeti cikk szerkesztőit annak laptörténete sorolja fel. Ez a jelzés csupán a megfogalmazás eredetét és a szerzői jogokat jelzi, nem szolgál a cikkben szereplő információk forrásmegjelöléseként.